# Portugiesisch-schwedische Beziehungen
Die portugiesisch-schwedischen Beziehungen umfassen die bilateralen Beziehungen zwischen Portugal und Schweden. Die Länder unterhalten seit 1641 ununterbrochene diplomatische Beziehungen.
Die Beziehungen gelten als freundschaftlich und problemfrei. Die gemeinsame Arbeit in der EU, die gegenseitigen Einwanderergemeinden und der wachsende bilaterale Handel sind die wichtigsten Verbindungsglieder. Zudem sind Portugal und Schweden Partner u. a. in der OECD, im Europarat, in der OSZE und in der Europäischen Weltraumorganisation. Sie gehören beide dem Schengen-Raum an.

## Geschichte

### Bis 1900

Ausbreitung und Betätigungsgebiet der Wikinger im 8. bis 12. Jahrhundert: an der portugiesischen Küste gab es so gut wie keine Wikingersiedlungen, jedoch regelmäßige Handelskontakte, aber auch häufige Raubüberfälle der Wikinger

In der Wikingerzeit betrieben Nordmänner mindestens bis ins 11. Jahrhundert Handel mit portugiesischen Küstenorten. Wikinger unternahmen aber auch immer wieder Raubzüge auch ins heutige Portugal. Zu erwähnen sind vor allem die Überfälle im Jahr 844, im Zuge der Wikingerraubzüge ins Mittelmeer, bei denen insbesondere die Mündung des Tejo im Raum Lissabon dreizehn Tage lang geplündert wurde. Die letzten nennenswerten Überfälle fanden in den 960er Jahren statt.
Nachdem die Wikinger die führende Seefahrer in Europa des frühen Mittelalters um 800 bis um 1000 waren, stieg Portugal ab dem frühen 15. Jahrhundert zur führenden Seefahrernation Europas auf.
Im Zuge der Bemühungen Portugals, diplomatische Unterstützung für seine 1640 wiedererlangte Unabhängigkeit und den aufkommenden Restaurationskrieg zu erhalten, sandte König D. João IV. eine diplomatische Abordnung unter Francisco de Sousa Coutinho auch nach Skandinavien. Nachdem die Initiative in Dänemark auf Grund der politisch instabilen Lage im Dreißigjährigen Krieg keinen Erfolg hatte, erreichte die Abordnung im Mai 1641 den schwedischen Hof.
In Schweden hatte dieser Vorstoß der portugiesischen Diplomatie mehr Erfolg. Sie vereinbarten diplomatische Beziehungen, und am 10. Juni 1641 akkreditierte sich Francisco de Sousa Coutinho als erster Vertreter Portugals am schwedischen Hof. Am 29. Juli 1641 schlossen Portugal und Schweden ein Freundschafts-, Schifffahrts- und Handelsabkommen und ein Abkommen über gegenseitige Religionsfreiheit der eigenen Staatsangehörigen im jeweils anderen Land.
Königin Christina von Schweden lebte nach ihrer Abdankung 1654 und dem Übertritt zum Katholizismus einige Jahre in Rom. Der im römischen Exil lebende, fortschrittlich eingestellte portugiesische Pater António Vieira war dort ihr Beichtvater und häufiger Gesprächspartner.

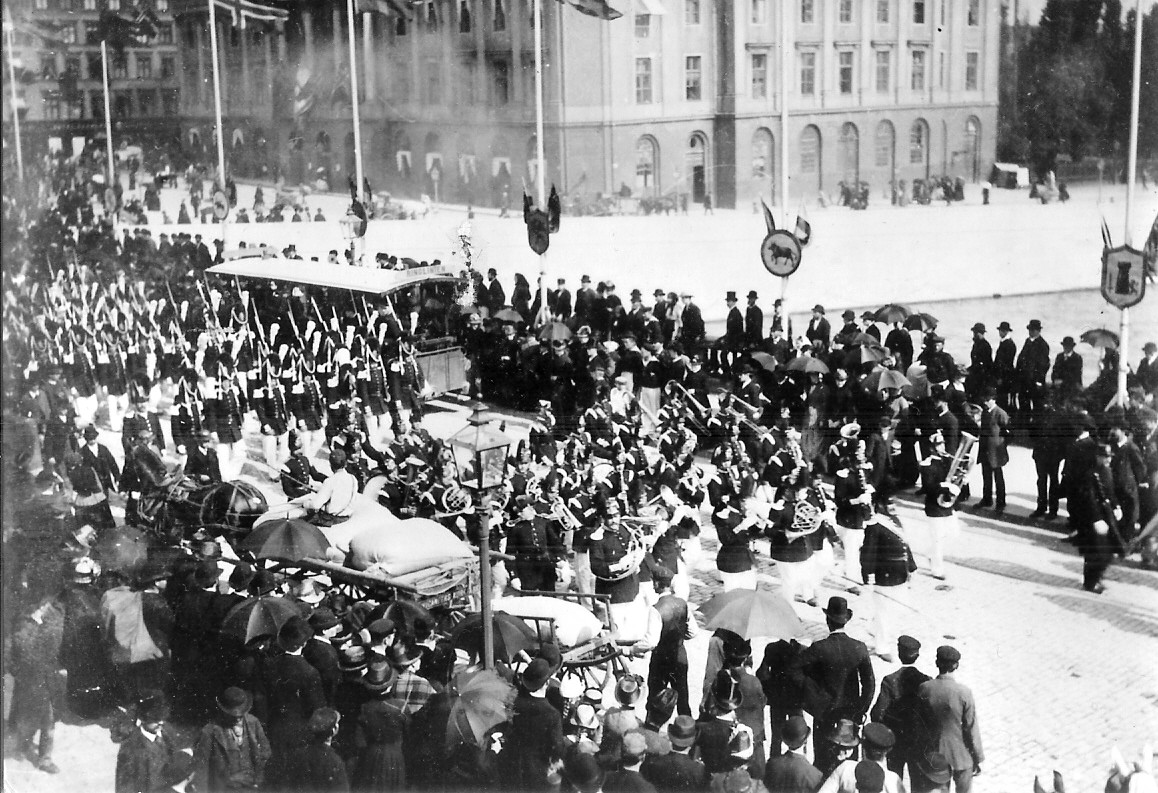
Besuch des portugiesischen Königs D. Luis I. in Stockholm 1870

Nach dem Ende der spanischen Herrschaft erlangte Portugal Mitte des 17. Jahrhunderts auch sein altes Kolonialreich wieder. Parallel begann nun auch Schweden Kolonien zu gründen. Jedoch erreichte das Schwedische Kolonialreich keine vergleichbaren Ausmaße, so dass sich die portugiesischen und schwedischen Interessen kaum überkreuzten, am ehesten sind die kurzzeitigen Schwedische Besitzungen in Westafrika zu nennen. Erst mit der zunehmenden Tätigkeit der Schwedischen Ostindien-Kompanie im 18. Jahrhundert wurden die Länder direkte Konkurrenten, jedoch hatte Portugal inzwischen seine Vorherrschaft im Fernhandel verloren, so dass Portugal und Schweden nur noch zwei von mehreren Handelsnationen waren und nicht in besondere Konflikte gerieten.
Im Siebenjährigen Krieg von 1756 bis 1763 fanden sich Portugal und Schweden in gegnerischen Lagern wieder, jedoch trafen sie dabei selten direkt aufeinander. In den Napoleonischen Kriegen zwischen 1792 und 1815 standen Portugal und Schweden zwar meist beide Napoleon gegenüber, aber auch hier trafen sich ihre Aktivitäten nur selten. Nachdem Schweden sich im weiteren Verlauf auf die Seite Napoleons stellte und am Ende große Gebiets- und Bedeutungsverluste hinnehmen musste, entwickelte sich die bis heute etablierte Neutralitätspolitik Schwedens, so dass auch Portugal und Schweden keine offenen Konfrontationen mehr erlebten.

### Seit 1900

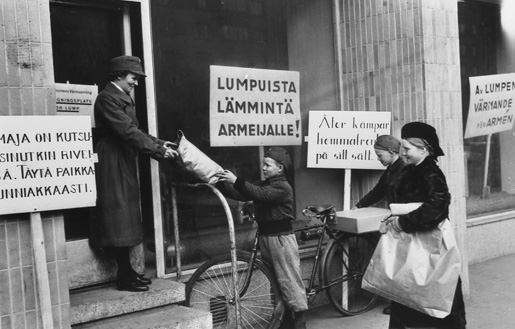
Lumpensammlung für die finnischen Soldaten im Winterkrieg 1939/40: Portugal und Schweden leisteten beide humanitäre Hilfe und sandten freiwillige Kämpfer für Finnland im finnisch-sowjetischen Krieg.

Am 5. Oktober 1910 wurde die Portugiesische Republik ausgerufen, das Königreich Schweden erkannte sie am 13. September 1911 an.
Nach der Kriegserklärung Deutschlands an Portugal 1916 wurde das Land in den Ersten Weltkrieg verwickelt, während Schweden neutral blieb. Im Zweiten Weltkrieg gelang es dann beiden Ländern, ihre Neutralität durchweg zu wahren. Sie unterstützten zudem Finnland im sowjetisch-finnischen Krieg im Winter 1939/40 mit Freiwilligen und Hilfsgütern, ohne sich militärisch zu beteiligen.
Nach dem Zweiten Weltkrieg gehörte Portugal 1949 zu den Begründern des westlichen Verteidigungsbündnisses NATO, während Schweden auch im aufkommenden Kalten Krieg weiter neutral blieb.
1960 waren Portugal und Schweden Gründungsmitglieder der westeuropäischen Wirtschaftszone EFTA, die insbesondere in Portugal eine positive wirtschaftliche Entwicklung förderte und die beiden Länder etwas annäherte. Auf Grund der portugiesischen Diktatur entwickelte sich das Verhältnis jedoch über die wachsenden wirtschaftlichen Beziehungen hinaus nur wenig. Zudem hielt das repressive Estado Novo-Regime in Portugal weiter an seinem Kolonialreich fest, während Schweden immer stärker ein internationaler Förderer offener demokratischer Gesellschaften wurde. So unterstützte Schweden auch Befreiungsbewegungen in Afrika und agierte damit in Opposition zum Regime in Portugal und den international zunehmend kritisierten Portugiesischen Kolonialkriegen.
Nachdem Portugal mit der linksgerichteten Nelkenrevolution 1974 seine Diktatur abgeschüttelt hatte und eine stetige demokratische und wirtschaftliche Entwicklung einleitete, erhielten die bilateralen Beziehungen eine neue Grundlage. Am 11. März 1975 unterzeichneten Portugal und Schweden in Lissabon ein bilaterales Abkommen über wirtschaftliche und soziale Zusammenarbeit.

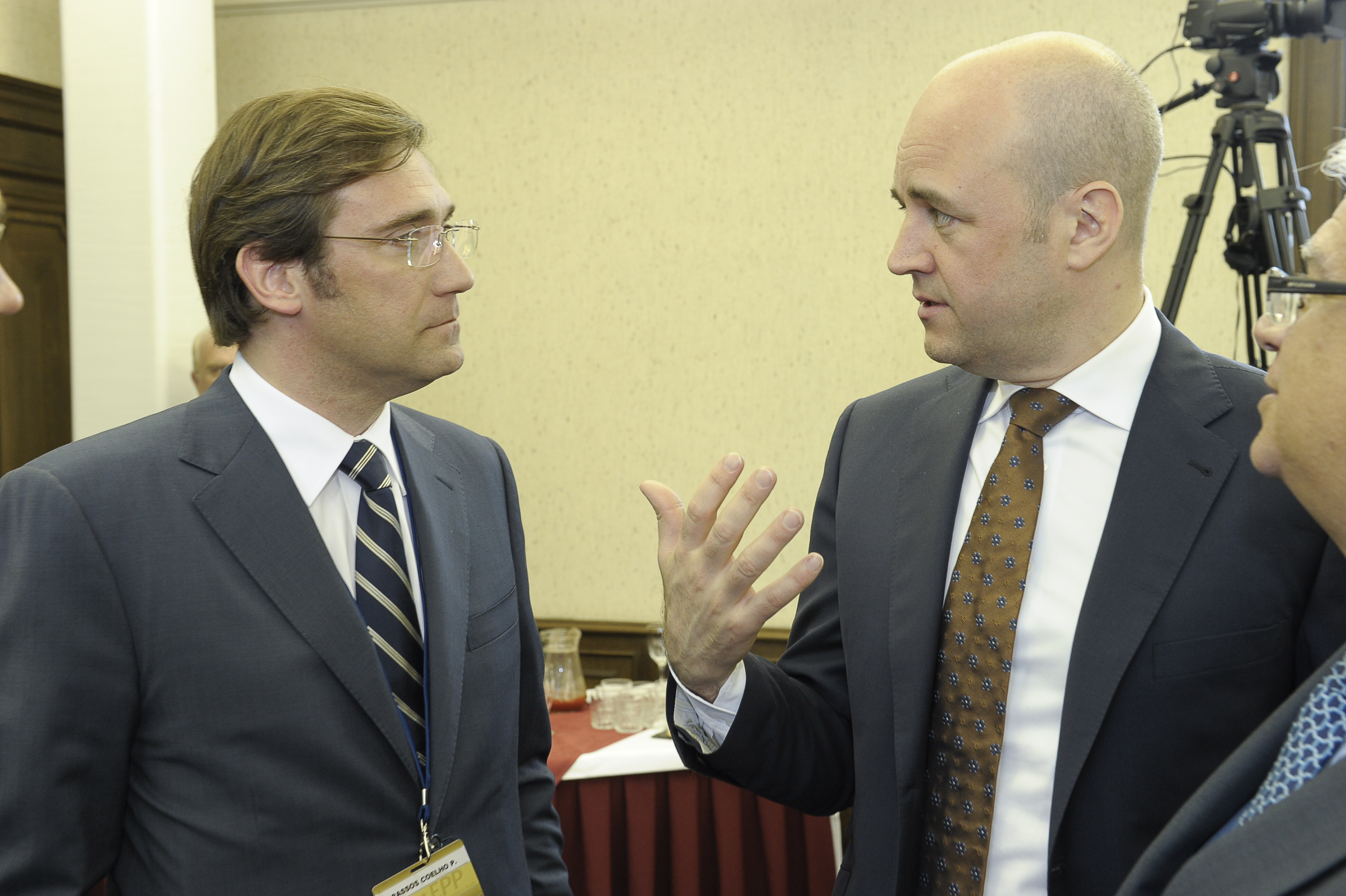
Der portugiesische Regierungschef Pedro Passos Coelho (links) und sein schwedischer Amtskollege Fredrik Reinfeldt beim EVP-Gipfel 2010

1986 verließ Portugal die EFTA und trat zur EU über, Schweden folgte 1995. Im Zuge der vielfältigen europäischen Integrationsbemühungen und Harmonisierungen nähern sich die beiden Länder seither stetig weiter an.
Die zunehmenden Beziehungen zeigen sich seither in regelmäßigen gegenseitigen Staatsbesuchen auf allen Ebenen und in bilateralen Vereinbarungen. So schlossen Portugal und Schweden 2003 ein Abkommen zur Vermeidung von Doppelbesteuerung und zur Verhinderung von Steuerflucht, zuletzt trafen bei einem bilateralen Staatsbesuch Portugals Premierminister António Costa und sein schwedischer Amtskollege Stefan Löfven in Schweden am 3. Oktober 2016 zusammen.
Am 6. Oktober 2016 wurde mit geschichtswissenschaftlichen Veranstaltungen an der Universität Lissabon in Zusammenarbeit mit der schwedischen Botschaft in Lissabon dem 375. Jubiläum der diplomatischen Beziehungen zwischen Portugal und Schweden gedacht. Ein Schwerpunkt war die Bedeutung der Königin Christina von Schweden für die Beziehungen zwischen beiden Ländern.

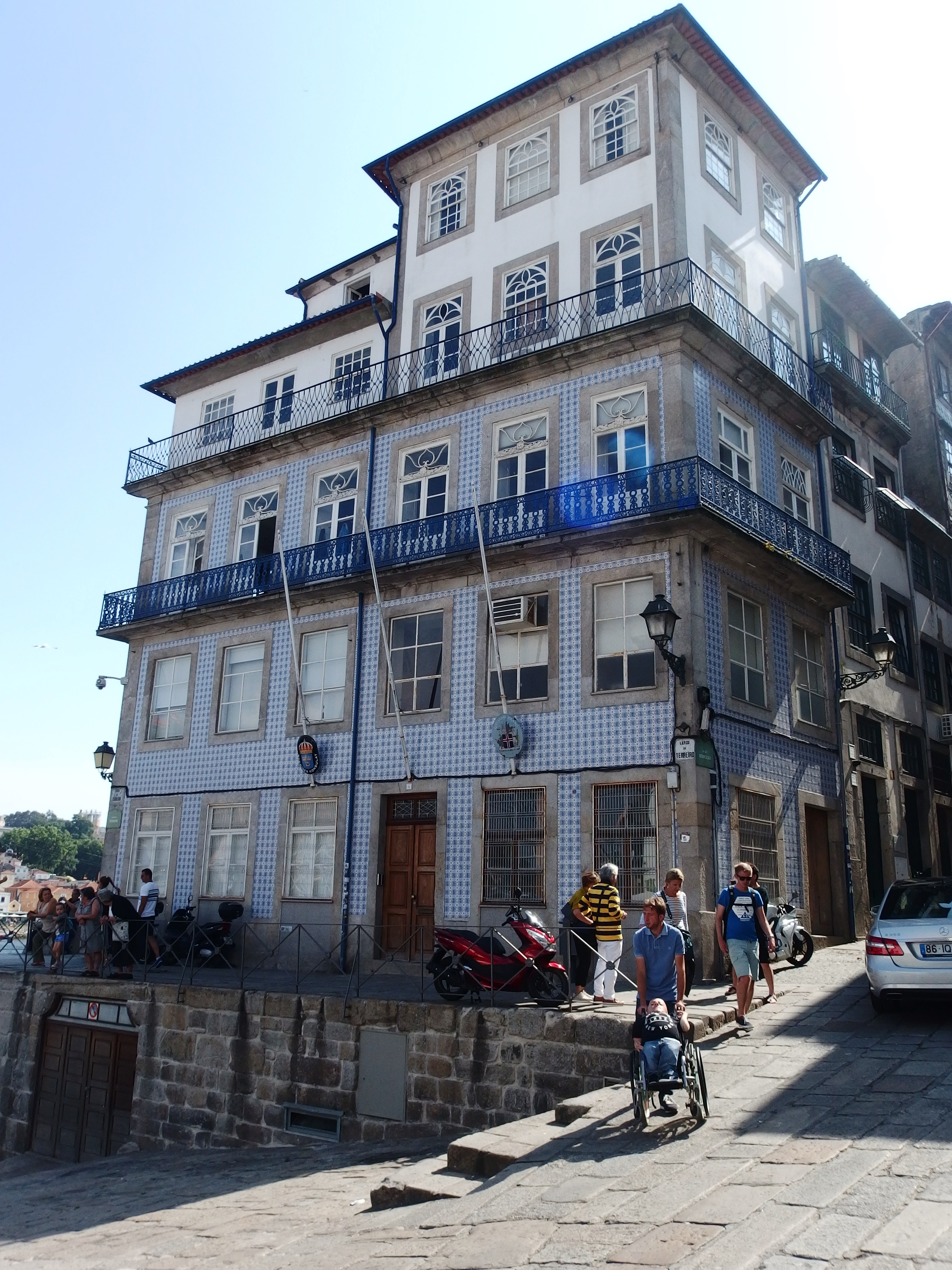
Das schwedische Konsulat im Ribeira-Viertel am Douro-Ufer in Porto

## Diplomatie
Schweden unterhält eine eigene Botschaft in Portugals Hauptstadt Lissabon, in der Hausnummer 12 der Rua Miguel Lupi im Stadtteil Lapa. Zudem sind vier schwedische Honorarkonsulate eingerichtet, in Porto, in Tavira an der Algarve, in Funchal auf der Insel Madeira, und in Ponta Delgada auf den Azoren.
Portugal unterhält eine eigene Botschaft in der schwedischen Hauptstadt Stockholm, in der Nummer 108 der Drottninggatan (früher Narvavägen Nr. 30–32). In Göteborg besteht zudem ein portugiesisches Honorarkonsulat (Stand Juli 2019).

## Städtepartnerschaften
Nach dem EU-Beitritt Schwedens 1995 gingen portugiesische und schwedische Kommunen bisher vier Städte- und Gemeindepartnerschaften ein (Stand 2010).

## Migration
4.274 Schweden waren im Jahr 2018 in Portugal gemeldet, die meisten im Großraum Lissabon (1.891) und an der Algarve (1.823). Die Summe ihrer Rücküberweisung betrug 2,46 Mio. Euro.
2018 waren 2.924 portugiesische Staatsbürger in Schweden registriert, insgesamt sind 4.148 Einwohner Schwedens in Portugal geboren. Es wurden 10,57 Mio. Euro nach Portugal überwiesen.

## Wirtschaft

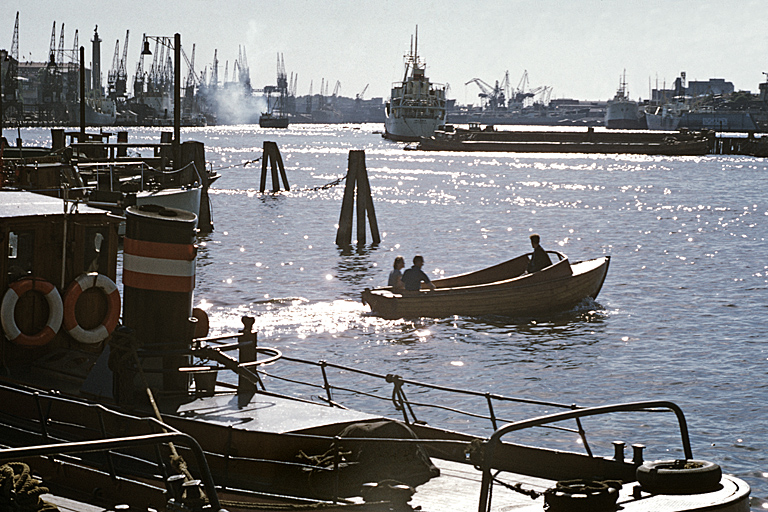
Der Fischerei- und Verkehrshafen von Göteborg (1977): Fisch ist das bedeutendstes Einzel-Exportgut Schwedens nach Portugal; von dort kommen als wichtigstes Einzel-Exportgut Schuhe nach Schweden.

Die portugiesische Außenhandelskammer AICEP unterhält ein Kontaktbüro an der portugiesischen Botschaft in Stockholm. Zudem besteht in Lissabon eine portugiesisch-schwedische Auslandshandelskammer, die Câmara de Comércio Luso-Sueca.
Im Jahr 2016 waren 1.287 portugiesische Unternehmen im Handel mit Schweden tätig.
Das bilaterale Handelsvolumen belief sich im Jahr 2016 auf 1,546 Mrd. Euro, mit einem Handelsbilanzüberschuss zu Gunsten Schwedens in Höhe von 87,0 Mio. Euro.
Im Jahr 2016 führte Schweden Waren und Dienstleistungen im Wert von 729,5 Mio. Euro aus Portugal ein (2015: 635,6 Mio., 2014: 678,9 Mio., 2013: 674,6 Mio., 2012: 662,6 Mio.). Der Warenanteil betrug 473,2 Mio. Euro, davon 16,6 % Bekleidung, 14,4 % Maschinen und Geräte, 10,2 % Minerale und Erze, 8,9 % Schuhe, 7,9 % Papier und Zellulose, 7,0 % Lebensmittel und 6,5 % textile Stoffe. Der Anteil von rund 256 Mio. Euro für Dienstleistungen rührt zu weit über der Hälfte (143,8 Mio. Euro) aus den Ausgaben schwedischer Touristen in Portugal.
Im gleichen Zeitraum importierte Portugal aus Schweden Waren und Dienstleistungen im Wert von 816,5 Mio. Euro (2015: 765,8 Mio., 2014: 751,1 Mio., 2013: 586,7 Mio., 2012: 600,9 Mio.). Der Anteil der Güter belief sich auf 677,5 Mio. Euro, davon 36,2 % landwirtschaftliche Erzeugnisse, 15,4 % Maschinen und Geräte, 11,4 % chemisch-pharmazeutische Produkte, 9,0 % Fahrzeuge und Fahrzeugteile, 8,5 % Papier und Zellulose, 7,0 % Metallwaren und 3,3 % Kunststoffe und Gummi. Der Anteil von rund 140 Mio. Euro für Dienstleistungen setzt sich u. a. aus konzerninternen Abflüssen schwedischer Unternehmen wie IKEA oder aus der Holz- und Papierindustrie zusammen, die Gewinne als Lizenzgebühren u. ä. zurück transferieren.
Damit stand Schweden im Waren-Außenhandel Portugals an 15. Stelle sowohl als Abnehmer als auch als Lieferant. Im schwedischen Waren-Außenhandel stand Portugal an 30. Stelle als Abnehmer und an 32. Stelle als Lieferant.

## Kultur

### Institutionen
Das portugiesische Kulturinstitut Instituto Camões ist in Schweden u. a. mit einem Sprachzentrum in Stockholm und einem Lektorat an der Universität Stockholm tätig.
Das schwedische Pendant Svenska institutet hat keine Vertretung in Portugal, über die Botschaft Schwedens werden dennoch kulturelle Aktivitäten wie Ausstellungen, Konzerte und Kooperationen in Portugal veranstaltet, initiiert oder gefördert.
Portugiesische Hochschulen sind bei schwedischen Studenten innerhalb des Erasmus-Programms beliebt.

### Film
Die schwedische Regisseurin Solveig Nordlund traf 1962 den portugiesischen Regisseur Alberto Seixas Santos, den sie später heiratete. Sie lebt und arbeitet seither in Portugal, wo sie das Portugiesische Filmschaffen, insbesondere als Teil der dortigen Autorenfilmer im Geiste des ambitionierten portugiesischen Novo Cinema mitgestaltet. Vor allem in ihren Werken kam es bislang zu Kooperationen zwischen portugiesischen und schwedischen Filmschaffenden, etwa in den portugiesisch-schwedischen Produktionen Aparelho Voador a Baixa Altitude (2002) und A Filha (2003).
Filmschaffende beider Länder sind häufig im jeweils anderen Land aktiv und laufen dort auf Filmfestivals. So wurden beispielsweise im Jahr 2001 und im Jahr 2004 bei den Curtas Vila do Conde, dem wichtigsten Kurzfilmfestival in Portugal, gleich jeweils zwei schwedische Beiträge ausgezeichnet.

### Musik
Das Stockholm Lisboa Project ist eine schwedische Musikgruppe, bestehend aus portugiesischen und schwedischen Musikern. Die im Jahr 2000 gegründete Gruppe verbindet nordische und portugiesische Musiktraditionen und gab bereits Konzerte in etwa 20 Ländern. 2016 veröffentlichten sie ihr viertes Album.
Der in Lissabon lebende schwedisch-portugiesische Indie-Pop/Rock-Musiker Filipe Karlsson spielte in verschiedenen Bands, insbesondere den Zanibar Aliens, bevor er im Mai 2020 seine erste Solo-EP veröffentlichte.

### Fußball

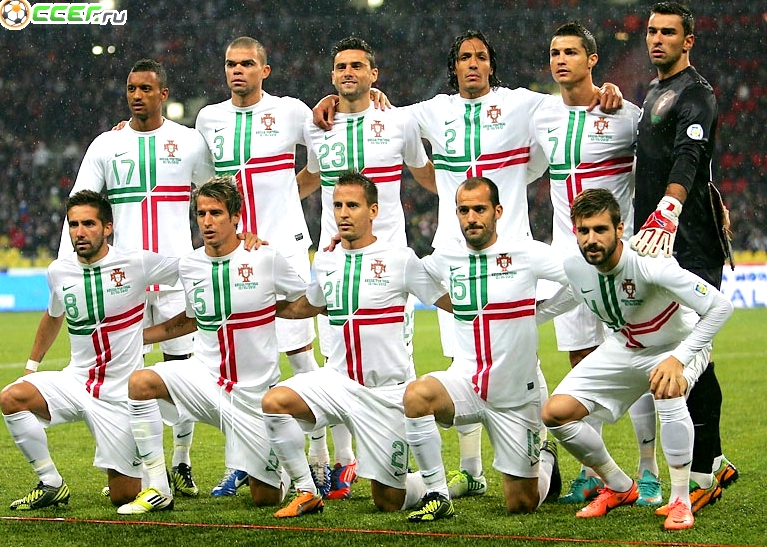
Die portugiesische Nationalmannschaft bei der WM 2012: die Auswahl Portugals steht mit ihrem sechsten Weltranglistenplatz vor dem schwedischen Team und dessen 18. Platz (Stand Juli 2019), im direkten Vergleich liegen die Schweden jedoch vorn, mit sieben Siegen gegen fünf portugiesischen Siege

### Handball

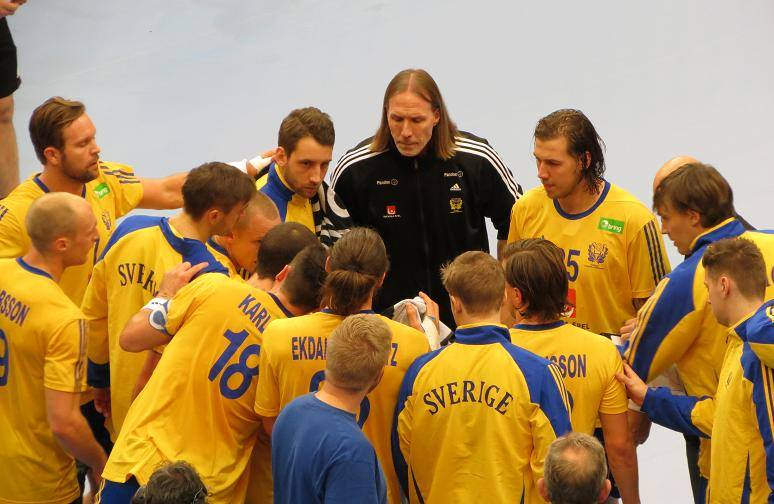
Die schwedische Handballnationalmannschaft bei der WM 2011 im eigenen Land: Schweden gehört international zu den besten Handballteams, während Portugals Auswahl nur im Mittelfeld anzusiedeln ist.